# 常岡寛治
常岡 寛治（つねおか かんじ、1886年（明治19年）11月7日 - 1948年（昭和23年）8月15日）は、大日本帝国陸軍軍人。最終階級は陸軍中将。功三級

## 経歴
1886年（明治19年）に兵庫県で生まれた。陸軍士官学校第18期、陸軍大学校第35期（優等）卒業。イギリス駐在を経て、1930年（昭和5年）1月6日に在シャム公使館附武官に就任し、8月1日に陸軍歩兵大佐に進級した。1931年（昭和6年）4月に参謀本部附を経て、8月に歩兵第47連隊長に着任し、満州事変に出動。1934年（昭和9年）に第2師団参謀長に転じた。
1935年（昭和10年）に陸軍少将に進級し、歩兵第13旅団長に就任。1936年（昭和11年）に豊橋陸軍教導学校長に転じ、1938年（昭和13年）3月に陸軍中将進級と同時に独立混成第2旅団長に就任した。1939年（昭和14年）3月に留守第9師団長に親補されたが、6月30日に予備役に編入された。1945年（昭和20年）4月8日に召集され、由良要塞司令官となった。

## 栄典
勲章等
- 1940年（昭和15年）8月15日 - 紀元二千六百年祝典記念章[5]